# ريوت
ريوت (بالإنجليزية: Reutte)‏ هي مدينة سوق في النمسا ولاية تيرول. وهي المركز الإداري لمنطقة ريوت. تقع ريوت على نهر ليخ، ويبلغ عدد سكانها 6704 (اعتبارًا من 2018).

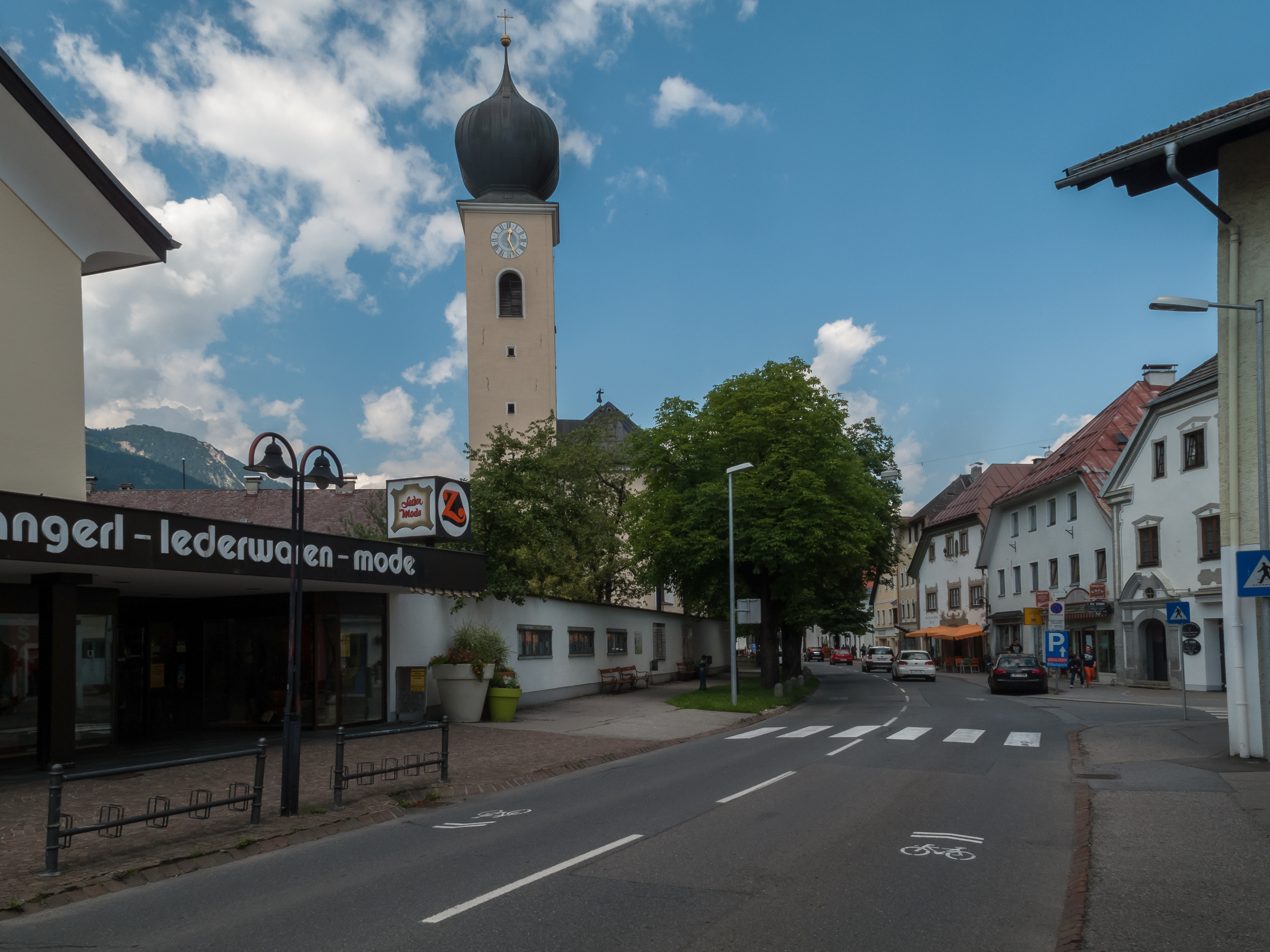
برج الكنيسة ، ريوت فرياري